# If I Can't Dance
If I Can't Dance è il quarto singolo estratto dal terzo album della cantante pop britannica Sophie Ellis-Bextor, Trip the Light Fantastic. La canzone è stata anche inserita nella colonna sonora del film St. Trinian's ed è stata scritta dalla cantante insieme a Dimitri Tikovoi.
Il singolo è stato diffuso solamente in formato digitale in Spagna e Portogallo.

## Tracce
Download digitale
1. "If I Can't Dance" - 3:26
2. "Can't Have It All" - 4:07